# STS-400
STS-400 seria uma missão realizada pelo ônibus espacial Endeavour caso fosse  necessário resgatar a tripulação do Atlantis, que havia sido enviado ao espaço na missão STS-125 de modernização do Telescópio Espacial Hubble.

## Tripulação
- Christopher Ferguson (3) - Comandante
- Eric Boe (2) - Piloto
- Robert Kimbrough (2) - Especialista de Missão 1
- Stephen Bowen (2) - Especialista de Missão

## Objetivos
Caso ocorrecem sérios danos ao escudo de proteção térmica da nave, o Atlantis não teria como desembarcar na ISS, devido as diferenças de altitude e órbita. Assim o Endeavour  seria enviado numa missão de resgate da tripulação denominada como STS-400. Acomodando todos os sete tripulantes do Atlantis no Endeavour e retornando em segurança para Terra.
Como a missão transcorreu sem problemas e o Atlantis pousou em segurança em 24 de maio de 2009, a missão foi cancelada. O Endeavour foi então reposicionado na plataforma 39-A do KSC e preparado para a missão STS-127 com destino a ISS.